# Motocyklowe Grand Prix Austrii
Motocyklowe Grand Prix Austrii – eliminacja Motocyklowych Mistrzostw Świata, która była rozgrywana w latach 1971–1979, 1981–1991, 1993–1994 i 1996–1997. Wyścig był rozgrywany na torze Salzburgring (1971-1979, 1981-1991 i 1993-1994) i A1-Ring (1996-1997). W GP Austrii najczęściej zwyciężali Włoch Giacomo Agostini i Hiszpan Ángel Nieto (6 zwycięstw). 4 zwycięstwa zanotował Jorge Martínez. Wśród konstruktorów najczęściej triumfowała Honda (22 triumfy).
Powróciło po 19 latach do kalendarza eliminacji Motocyklowych Mistrzostw Świata

## Zwycięzcy
| Rok  | Tor           | MotoE          | Moto3         | Moto2        | MotoGP           |
| ---- | ------------- | -------------- | ------------- | ------------ | ---------------- |
| 2021 | Red Bull Ring | Odwołane       | Romano Fenati | Remy Gardner | Fabio Quartararo |
| 2020 | Red Bull Ring | Odwołane       | Albert Arenas | Jorge Martín | Andrea Dovizioso |
| 2019 | Red Bull Ring | Mike Di Meglio | Romano Fenati | Brad Binder  | Andrea Dovizioso |

| Rok  | Moto3           | Moto2             | MotoGP           |
| ---- | --------------- | ----------------- | ---------------- |
| 2018 | Marco Bezzecchi | Francesco Bagnaia | Jorge Lorenzo    |
| 2017 | Joan Mir        | Franco Morbidelli | Andrea Dovizioso |
| 2016 | Joan Mir        | Johann Zarco      | Andrea Iannone   |

| Sezon | Tor          | 80 cm3                      | 125 cm3                         | 250 cm3                     | 350 cm3                       | 500 cm3                      |
| ----- | ------------ | --------------------------- | ------------------------------- | --------------------------- | ----------------------------- | ---------------------------- |
| 1997  | A1-Ring      |                             | Noboru Ueda (Honda)             | Olivier Jacque (Honda)      |                               | Mick Doohan (Honda)          |
| 1996  | A1-Ring      |                             | Ivan Goi (Honda)                | Ralf Waldmann (Honda)       |                               | Àlex Crivillé (Honda)        |
| 1994  | Salzburgring |                             | Dirk Raudies (Honda)            | Loris Capirossi (Honda)     |                               | Mick Doohan (Honda)          |
| 1993  | Salzburgring |                             | Takeshi Tsujimura (Honda)       | Doriano Romboni (Honda)     |                               | Kevin Schwantz (Suzuki)      |
| 1991  | Salzburgring |                             | Fausto Gresini (Honda)          | Helmut Bradl (Honda)        |                               | Mick Doohan (Honda)          |
| 1990  | Salzburgring |                             | Jorge Martinez (Derbi)          | Luca Cadalora (Yamaha)      |                               | Kevin Schwantz (Suzuki)      |
| 1989  | Salzburgring |                             | Hans Spaan (Honda)              | Sito Pons (Honda)           |                               | Kevin Schwantz (Suzuki)      |
| 1988  | Salzburgring |                             | Jorge Martínez (Derbi)          | Jacques Cornu (Honda)       |                               | Eddie Lawson (Yamaha)        |
| 1987  | Salzburgring | Jorge Martínez (Derbi)      | Fausto Gresini (Garelli)        | Anton Mang (Honda)          |                               | Wayne Gardner (Honda)        |
| 1986  | Salzburgring | Jorge Martínez (Derbi)      | Luca Cadalora (Garelli)         | Carlos Lavado (Yamaha)      |                               | Eddie Lawson (Honda)         |
| 1985  | Salzburgring |                             | Fausto Gresini (Garelli)        | Freddie Spencer (Honda)     |                               | Freddie Spencer (Honda)      |
| 1984  | Salzburgring | Stefan Dörflinger (Zündapp) |                                 | Christian Sarron (Yamaha)   |                               | Eddie Lawson (Yamaha)        |
| Sezon | Tor          | 50 cm3                      | 125 cm3                         | 250 cm3                     | 350 cm3                       | 500 cm3                      |
| 1983  | Salzburgring |                             | Ángel Nieto (Garelli)           | Manfred Herweh (Real-Rotax) |                               | Kenny Roberts (Yamaha)       |
| 1982  | Salzburgring |                             | Ángel Nieto (Garelli)           |                             | Eric Saul (Chevallier-Yamaha) | Franco Uncini (Suzuki)       |
| 1981  | Salzburgring |                             | Ángel Nieto (Minarelli)         |                             | Patrick Fernandez (Yamaha)    | Randy Mamola (Suzuki)        |
| 1979  | Salzburgring |                             | Ángel Nieto (Minarelli)         |                             | Kork Ballington (Kawasaki)    | Kenny Roberts (Yamaha)       |
| 1978  | Salzburgring |                             | Eugenio Lazzarini (Morbidelli)  |                             | Kork Ballington (Kawasaki)    | Kenny Roberts (Yamaha)       |
| 1977  | Salzburgring |                             | Eugenio Lazzarini (Morbidelli)  |                             | Wyścig odwołany               | Jack Findlay (Suzuki)        |
| 1976  | Salzburgring |                             | Pier Paolo Bianchi (Morbidelli) |                             | Johnny Cecotto (Yamaha)       | Barry Sheene (Suzuki)        |
| 1975  | Salzburgring |                             | Paolo Pileri (Morbidelli)       |                             | Hideo Kanaya (Yamaha)         | Hideo Kanaya (Yamaha)        |
| 1974  | Salzburgring |                             | Kent Andersson (Yamaha)         |                             | Giacomo Agostini (Yamaha)     | Giacomo Agostini (Yamaha)    |
| 1973  | Salzburgring |                             | Kent Andersson (Yamaha)         | Jarno Saarinen (Yamaha)     | János Drapál (Yamaha)         | Jarno Saarinen (Yamaha)      |
| 1972  | Salzburgring |                             | Ángel Nieto (Derbi)             | Börje Jansson (Derbi)       | Giacomo Agostini (MV Agusta)  | Giacomo Agostini (MV Agusta) |
| 1971  | Salzburgring | Jan de Vries (Kreidler)     | Ángel Nieto (Derbi)             | Silvio Grassetti (MZ)       | Giacomo Agostini (MV Agusta)  | Giacomo Agostini (MV Agusta) |

Źródło: